# Jorge Ribeiro
Jorge Miguel de Oliveira Ribeiro (Lisboa, 9 de novembre de 1981) és un futbolista professional portuguès, que ocupa la posició de defensa.

## Trajectòria
Format al planter del SL Benfica, va ser cedit en diverses ocasions a equips del seu país, fins que al gener del 2005 fitxa pel Dinamo de Moscou. S'hi està un any al conjunt rus, fins que marxa al Màlaga CF, amb qui finalitza la temporada 05/06, en la qual els andalusos són els cuers.
El gener del 2007 retorna al seu país, tot incorporant-se al Desportivo das Aves, en qualitat de cedit del Dinamo. Al mes de juliol marxa al Boavista FC, on qualla una bona temporada 07/08, en la qual marca vuit gols, molts de falta directa. L'estiu del 2008 retorna al Benfica, amb qui guanya el campionat portuguès 08/09.

## Selecció
Ribeiro ha estat internacional amb la selecció portuguesa de futbol en nou ocasions. Va participar en l'Eurocopa del 2008.
Amb la selecció olímpica va acudir als Jocs Olímpics de Beijing del 2008.